# مصطفی زمانی
مصطفی زمانی (زادهٔ ۳۰ خرداد ۱۳۶۱) بازیگر اهل ایران است. وی با بازی در مجموعه تلویزیونی یوسف پیامبر به شهرت رسید. او برای بازی در شمال از جنوب غربی (۱۴۰۳) برنده سیمرغ بلورین بهترین بازیگر نقش اول مرد جشنواره فیلم فجر شد.

## زندگی
مصطفی زمانی در ۳۰ خرداد ۱۳۶۱ در فریدونکنار زاده شد. پدر وی مازندرانی و مادرش گیلانی است و اصلیتی مازندرانی دارد. او دارای ۳ برادر و ۱ خواهر است و خودش فرزند سوم خانواده است. او تا هفت سالگی در شهرستان املش زندگی کرد (مادرش املشی‌ است) و از هفت سالگی به بعد در شهرستان فریدون‌کنار بزرگ شد.
از سال ۱۳۸۵ پا به عرصهٔ تلویزیون و سینما گذاشت و با سریال یوسف پیامبر به مردم معرفی شد. او در میان کاندیداهای زیاد برای نقش یوسف، توسط فرج‌الله سلحشور انتخاب شد.
وی هم‌اکنون در تهران زندگی می‌کند و مجرد است.

## فیلم‌شناسی

### سینما
| سال  | نام فیلم            | سمت            | کارگردان           | نقش          | توضیحات                                    | تاریخ اکران |
| ---- | ------------------- | -------------- | ------------------ | ------------ | ------------------------------------------ | ----------- |
| ۱۴۰۳ | شمال از جنوب غربی   | بازیگر         | حمید زرگرنژاد      |              | سیمرغ بلورین بهترین بازیگر مرد جشنواره فجر |             |
| ١۴٠۱ | عطرآلود             | بازیگر         | هادی مقدم‌دوست      |              |                                            |             |
| ١۴٠٠ | بدون قرار قبلی      | بازیگر         | بهروز شعیبی        | مهندس        |                                            | ۱۴۰۱/۰۳/۱۸  |
| ۱۳۹٩ | روز ششم             | بازیگر         | حجت قاسم زاده اصل  | احمد         |                                            | -           |
| ۱۳۹۵ | سارا و آیدا         | بازیگر         | مازیار میری        | سعید         | در نمایش خانگی                             | ۱۳۹۶/۰۵/۱۸  |
| ۱۳۹۵ | لابی                | بازیگر         | محمد پرویزی        | -            | در نوبت اکران                              | -           |
| ۱۳۹۴ | یک روز بخصوص        | بازیگر         | همایون اسعدیان     | حامد         | در نمایش خانگی                             | ۱۳۹۵/۱۲/۲۵  |
| ۱۳۹۴ | تیک آف              | بازیگر         | احسان عبدی پور     | فائز         | در نمایش خانگی                             | ۱۳۹۶/۰۲/۰۶  |
| ۱۳۹۳ | ماهی سیاه کوچولو    | بازیگر         | مجید اسماعیلی      | مازیار       | در نمایش خانگی                             | ۱۳۹۴/۰۸/۰۵  |
| ۱۳۹۳ | جامه‌دران            | بازیگر         | حمیدرضا قطبی       | محمود حسین   | در نمایش خانگی                             | ۱۳۹۴/۰۸/۲۴  |
| ۱۳۹۲ | خط ویژه             | بازیگر         | مصطفی کیایی        | فریدون       | در نمایش خانگی                             | ۱۳۹۲/۱۲/۱۴  |
| ۱۳۹۱ | آینه شمعدون         | بازیگر         | بهرام بهرامیان     | -            | فیلمبرداری ناتمام                          | -           |
| ۱۳۹۱ | برلین ۷-            | بازیگر         | رامتین لوافی       | بهروز        | در نمایش خانگی                             | ۱۳۹۲/۱۰/۱۸  |
| ۱۳۹۰ | جیب بر خیابان جنوبی | بازیگر         | سیاوش اسعدی        | کاوه         | در نمایش خانگی                             | ۱۳۹۲/۰۹/۲۰  |
| ۱۳۹۰ | من همسرش هستم       | بازیگر         | مصطفی شایسته       | امیرحسین     | در نمایش خانگی                             | ۱۳۹۱/۰۷/۰۵  |
| ۱۳۹۰ | قصه عشق پدرم        | بازیگر         | محمدرضا ورزی       | رضا          | آماده برای نمایش                           | -           |
| ۱۳۹۰ | ملکه                | بازیگر         | محمدعلی باشه آهنگر | جمشید        | در نمایش خانگی                             | ۱۳۹۲/۰۲/۱۱  |
| ۱۳۸۹ | یک عاشقانه ساده     | بازیگر         | سامان مقدم         | علی          | در نمایش خانگی                             | ۱۳۹۱/۰۹/۲۲  |
| ۱۳۸۹ | سوت پایان           | بازیگر افتخاری | نیکی کریمی         | مصطفی زمانی  | در نمایش خانگی                             | ۱۳۹۰/۰۵/۱۲  |
| ۱۳۸۹ | پریناز              | بازیگر         | بهرام بهرامیان     | پدر پریناز   | -                                          | ۱۳۹۶/۰۶/۰۱  |
| ۱۳۸۹ | بوی گندم            | بازیگر         | محمدرضا خاکی       | عرفان        | در نمایش خانگی                             | ۱۳۹۲/۰۹/۲۶  |
| ۱۳۸۸ | کیفر                | بازیگر         | حسن فتحی           | سیامک دل آرا | در نمایش خانگی                             | -           |
| ۱۳۸۸ | قصه پریا            | بازیگر         | فریدون جیرانی      | سیاوش مسرور  | در نمایش خانگی                             | ۱۳۹۰/۰۳/۲۵  |
| ۱۳۸۸ | بدرود بغداد         | بازیگر         | مهدی نادری         | صالح         | در نمایش خانگی                             | ۱۳۹۰/۰۹/۰۱  |
| ۱۳۸۸ | آل                  | بازیگر         | بهرام بهرامیان     | سینا         | در نمایش خانگی                             | -           |

### سریال‌ها
| سال  | نام سریال        | سمت            | کارگردان           | پخش         | تاریخ پخش  | نقش             | توضیحات |
| ---- | ---------------- | -------------- | ------------------ | ----------- | ---------- | --------------- | ------- |
| ۱۴۰۲ | آمرلی            | بازیگر         | احمد ابراهیم احمد  | نمایش خانگی | ۱۴۰۲/۱۲/۲۶ |                 |         |
| ۱۳۹۸ | کرگدن            | بازیگر         | کیارش اسدی‌زاده     | نمایش خانگی | ۱۳۹۸/۰۸/۱۱ | نوید            | ۲۶ قسمت |
| ۱۳۹۷ | نهنگ آبی         | بازیگر         | فریدون جیرانی      | نمایش خانگی | ۱۳۹۷/۱۱/۹  | جهان            | ۳۰ قسمت |
| ۱۳۹۶ | شهرزاد (فصل سوم) | بازیگر         | حسن فتحی           | نمایش خانگی | ۱۳۹۶/۱۱/۱۱ | فرهاد           | ۱۶ قسمت |
| ۱۳۹۵ | شهرزاد (فصل دوم) | بازیگر         | حسن فتحی           | نمایش خانگی | ۱۳۹۶/۰۳/۲۹ | فرهاد           | ۱۵ قسمت |
| ۱۳۹۴ | شهرزاد (فصل اول) | بازیگر         | حسن فتحی           | نمایش خانگی | ۱۳۹۴/۰۷/۲۲ | فرهاد           | ۲۸ قسمت |
| ۱۳۸۷ | در چشم باد       | بازیگر افتخاری | مسعود جعفری جوزانی | تلویزیونی   | ۱۳۸۷/۰۸/۱۶ | عباس            | ۴۴ قسمت |
| ۱۳۸۷ | یوسف پیامبر      | بازیگر         | فرج‌الله سلحشور     | تلویزیونی   | ۱۳۸۷/۰۴/۰۷ | یوسف - یوزارسیف | ۴۵ قسمت |

### فیلم‌های کوتاه
- بیست هفته به کارگردانی مسعود قراگزلو ۱۳۹۴ (بازیگر)[۸]

### برنامه‌ها
- گاراژ ۸۸۸ به کارگردانی سام کلانتری ۱۳۹۴ (مهمان برنامه)[۹]

### مستندها
- نام و نشان به کارگردانی مهدی جعفری ۱۳۹۴ (گوینده متن)[۱۰]

## جوایز و افتخارات
- جایزه بهترین بازیگر مرد درام برای بازی در سریال نهنگ آبی به کارگردانی فریدون جیرانی، در بیستمین جشن سینمایی حافظ
- جایزه بهترین بازیگر نقش اول مرد برای بازی در فیلم جیب بر خیابان جنوبی به کارگردانی سیاوش اسعدی، در جشن سینمای ایران
- جایزه بهترین بازیگر نقش مکمل مرد برای بازی در فیلم قصه عشق پدرم به کارگردانی محمدرضا ورزی، در جشن سینمای ایران
- کاندیدای بهترین بازیگر نقش اول مرد برای بازی در فیلم یک عاشقانه ساده به کارگردانی سامان مقدم، در سی امین جشنواره فیلم فجر
- کاندیدای بهترین بازیگر نقش اول مرد برای بازی در فیلم جیب بر خیابان جنوبی به کارگردانی سیاوش اسعدی، در چهاردهمین جشنواره فیلم حافظ
- کاندیدای بهترین بازیگر نقش اول مرد برای بازی در فیلم قصه پریا به کارگردانی فریدون جیرانی، در پانزدهمین جشن سینمای ایران
- کاندیدای بهترین بازیگر مرد سال برای بازی در فیلم کیفر به کارگردانی حسن فتحی، از دیدگاه منتقدان
- کاندیدای بهترین بازیگر نقش اول مرد برای بازی در فیلم بدرود بغداد به کارگردانی مهدی نادری، در یازدهمین جشنواره فیلم دفاع مقدس
- کاندیدای بهترین بازیگر نقش اول مرد برای بازی در سریال یوسف پیامبر به کارگردانی فرج‌الله سلحشور، در دوازدهمین جشنواره فیلم حافظ[۱۱]
- کاندیدای بهترین بازیگر مرد درام برای بازی در سریال شهرزاد به کارگردانی حسن فتحی، در هجدهمین جشنواره فیلم حافظ
- مصطفی زمانی در چهل و یکمین دوره از جشنواره فیلم فجر کاندیدای بهترین بازیگر نقش اول مرد برای فیلم عطرآلود ساخته هادی مقدم دوست شده است.